# Lumban Purba
Lumban Purba is een bestuurslaag in het regentschap Humbang Hasundutan van de provincie Noord-Sumatra, Indonesië. Lumban Purba telt 1207 inwoners (volkstelling 2010).